# Elezioni parlamentari in Corea del Sud del 1996
Le elezioni parlamentari in Corea del Sud del 1996 si tennero il 12 aprile per il rinnovo dell'Assemblea nazionale.
Esse videro la vittoria del Partito della Nuova Corea, che si attestò come la prima forza politica del Paese, pur perdendo la maggioranza parlamentare all'Assemblea Nazionale.
L'affluenza fu del 63,9%.

## Partiti
Il Partito della Nuova Corea (designato con la denominazione di Partito Democratico Liberale fino al 1995) era guidato dal Presidente Kim Young-sam.
Il Congresso Nazionale per la Nuova Politica fu fondato nel 1995 dall'ex leader dell'opposizione Kim Dae-jung, fuoriuscito dal Partito Democratico non condividendo la scelta di tale forza politica di fondersi col Nuovo Partito per la Riforma per dar vita al Partito Democratico Unito. Kim si era inizialmente ritirato dalla scena politica dopo la sconfitta alle elezioni presidenziali del 1992.
I Democratici Liberali Uniti erano guidati da Kim Jong-pil, Primo ministro durante la dittatura di Park Chung-hee. Già esponente del Partito Democratico Liberale, ma se n'era separato nel 1992, in seguito alla vittoria di Kim Young-sam alle elezioni presidenziali.
Il Partito Democratico si affermò nel 1995 dalla confluenza tra il Partito Democratico e il Nuovo Partito per la Riforma.

## Risultati
| Partito della Nuova Corea                         | 6 783 730  | 34,52 | 139 |  |  |  |
| Congresso Nazionale per la Nuova Politica         | 4 971 961  | 25,30 | 79  |  |  |  |
| Democratici Liberali Uniti                        | 3 178 474  | 16,17 | 50  |  |  |  |
| Partito Democratico Unito                         | 2 207 695  | 11,23 | 15  |  |  |  |
| Partito Unificato del Popolo Non Schierato        | 177 050    | 0,90  | –   |  |  |  |
| Grande Partito Democratico Coreano                | 3 114      | 0,02  | –   |  |  |  |
| Partito per l'Indipendenza Coreana nel XXI Secolo | 1 693      | 0,01  | –   |  |  |  |
| Partito Chinmin                                   | 571        | 0,00  | –   |  |  |  |
| Indipendenti                                      | 2 328 785  | 11,85 | 16  |  |  |  |
| Totale                                            | 19 653 073 | 100   | 299 |  |  |  |
|                                                   |            |       |     |  |  |  |
| Voti non validi                                   | 469 726    | 2,33  |     |  |  |  |
| Votanti                                           | 20 122 799 | 63,91 |     |  |  |  |
| Elettori                                          | 31 488 294 |       |     |  |  |  |